# Kleinbahn-AG in Genthin
De Genthiner Eisenbahn AG bestond tussen oktober 1942 tot aan de nationalisering op 1 januari 1967 en exploiteerde een normaalsporig spoornet met een lengte van 210 km in de toenmalige provincie Saksen, dat overwegend in het gebied van de huidige Duitse deelstaat Saksen-Anhalt lag met uitzondering van het grootste gedeelte van de Ziesarer Kleinbahn en het rond Milow gelegen gebied dat deel uitmaakte van Brandenburg.
Voorganger van het bedrijf was de Kleinbahn-AG Genthin-Ziesar die op 5 november 1923 ontstond uit de fusie van de Genthiner Kleinbahn AG en de Ziesarer Kleinbahn AG. Vanaf 12 november 1930 opereerde het bedrijf onder de naam Kleinbahn-AG in Genthin en vanaf oktober 1942 uiteindelijk als Genthiner Eisenbahn AG.

## Genthiner Kleinbahn AG
De Genthiner Kleinbahn AG werd gesticht op 22 juli 1898. Hoofdaandeelhouders waren het Koninkrijk Pruisen, de provincie Saksen en de Kreis Jerichow II. Later vervoegden het bedrijf Lenz & Co. GmbH, het hertogdom Anhalt, de steden Genthin en Jerichow alsook gemeenten en privépersonen zich als aandeelhouder.
Het bedrijf bracht in de fusie drie trajecten in met een totale lengte van 73 kilometer. De eerste lijn was de op 25 oktober 1899 geopende lijn Genthin - Schönhausen via Jerichow. Een maand later volgde op 27 november de verbinding van Genthin naar Milow aan de Havel. Vanuit Schönhausen, waar de spoorlijn Berlin - Stendal gekruist werd, kon men vanaf 19 september 1909 verder naar het Noorden tot Sandau reizen, op slechts zes kilometer van de toenmalige Kreisstadt Havelberg.

## Ziesarer Kleinbahn AG

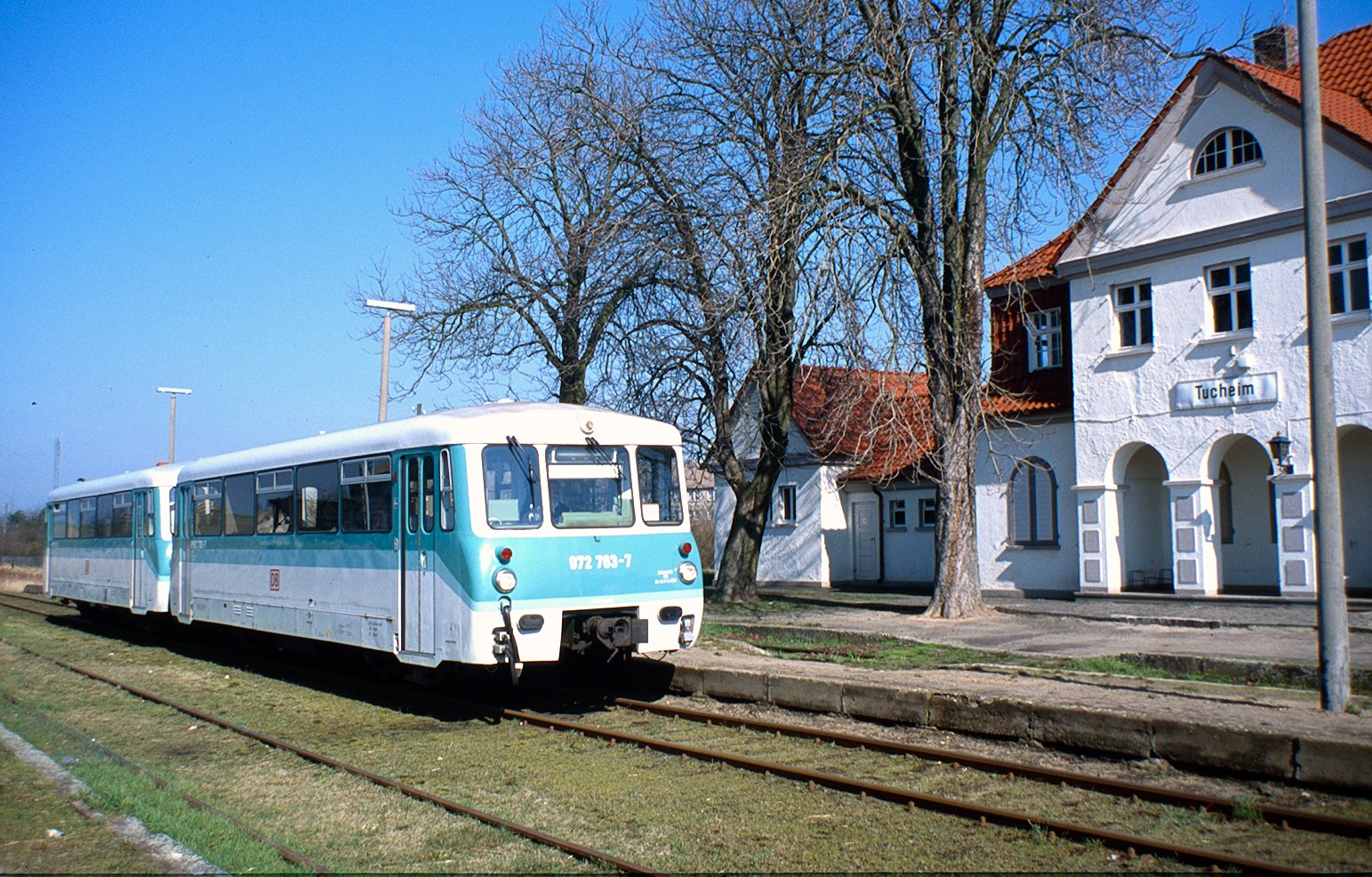
Station Tucheim

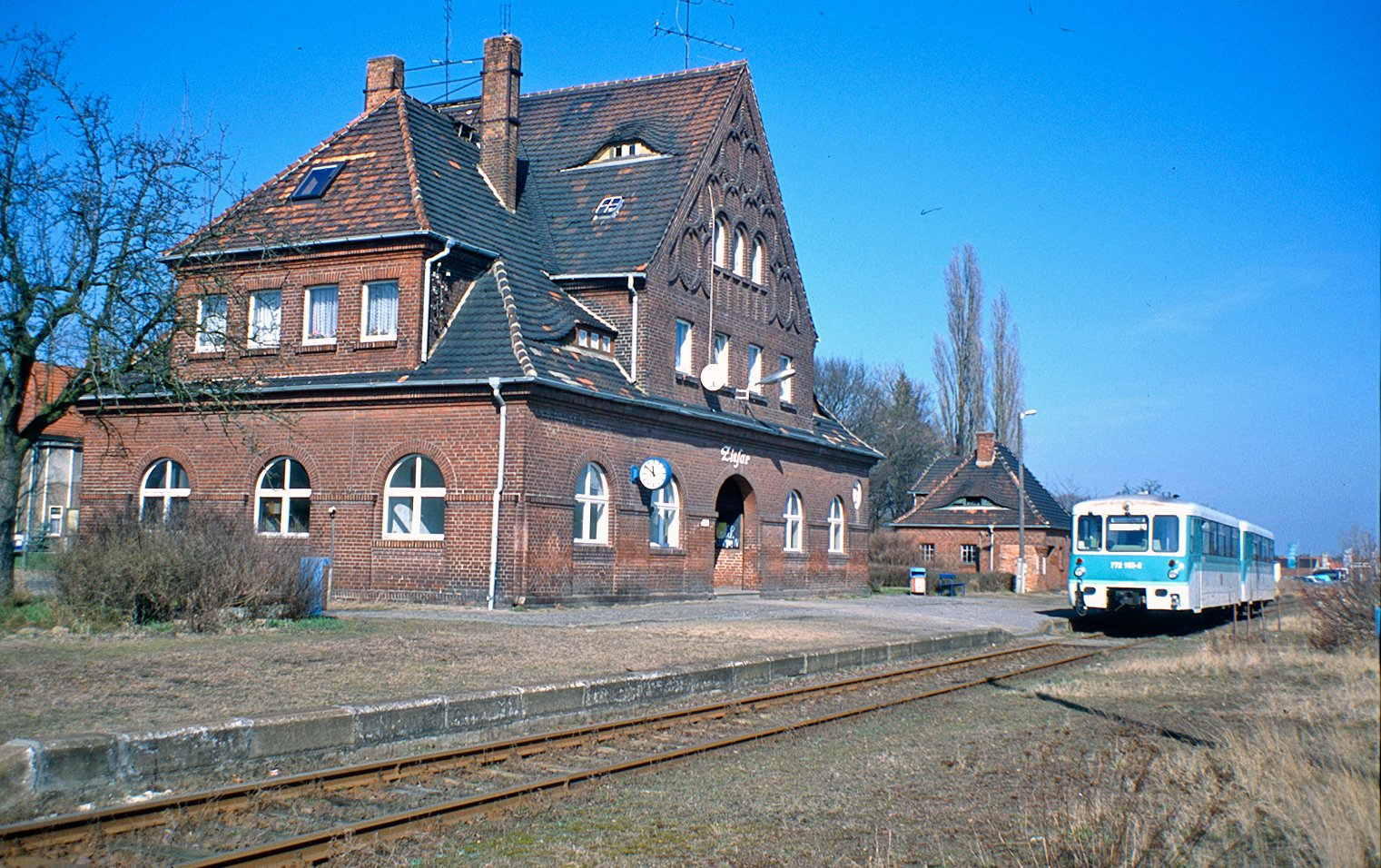
Station Ziesar

De Ziesarer Kleinbahn AG werd op 21 mei 1901 opgericht en was tot 27 juni 1910 gekend onder de bedrijfsnaam AG Ziesar - Groß Wusterwitz en vervolgens tot 1914 als Kleinbahn AG Groß Wusterwitz - Ziesar - Görzke. Ook voor dit bedrijf werd het kapitaal vooral ingebracht door de deelstaat en de provincie, de firma Lenz & Co, de stad Ziesar, zes gemeenten en vier privé-personen.
Het net van de Ziesarer Kleinbahn bestond uit vier trajecten met een totale lengte van bijna 60 kilometer. Aan het oude station van Ziesar, waar ook de smalspoorlijn van de Kleinbahnen des Kreises Jerichow I vanuit Brug eindigde, werd op 1 oktober 1901 het eerste deeltraject van de spoorlijn van Groß Wusterwitz aan de staatsspoorlijn Berlijn - Maagdenburg via Rogäsen aangelegd. Pas tien jaar later, op 11 augustus 1911, werd deze lijn zuidwaarts verlengd tot Görzke. De korte zijlijn van Rogäsen naar Karow werd geopend op 4 februari 1912.
Pas tijdens de Eerste Wereldoorlog kon de tweede verbinding van Ziesar via Tucheim naar de staatsspoorlijn naar Güsen geopend worden. Tussen Ziesar en Tucheim begon het goederenverkeer op 15 september 1916 en het reizigersvervoer op 21 oktober 1916. Het volledige traject werd vanaf 2 april 1917 bediend en gelijktijdig werd het knooppunt van alle spoorlijnen in Ziesar verlegd naar het nieuwe station (Hauptbahnhof).

## Kleinbahn-AG Genthin-Ziesar

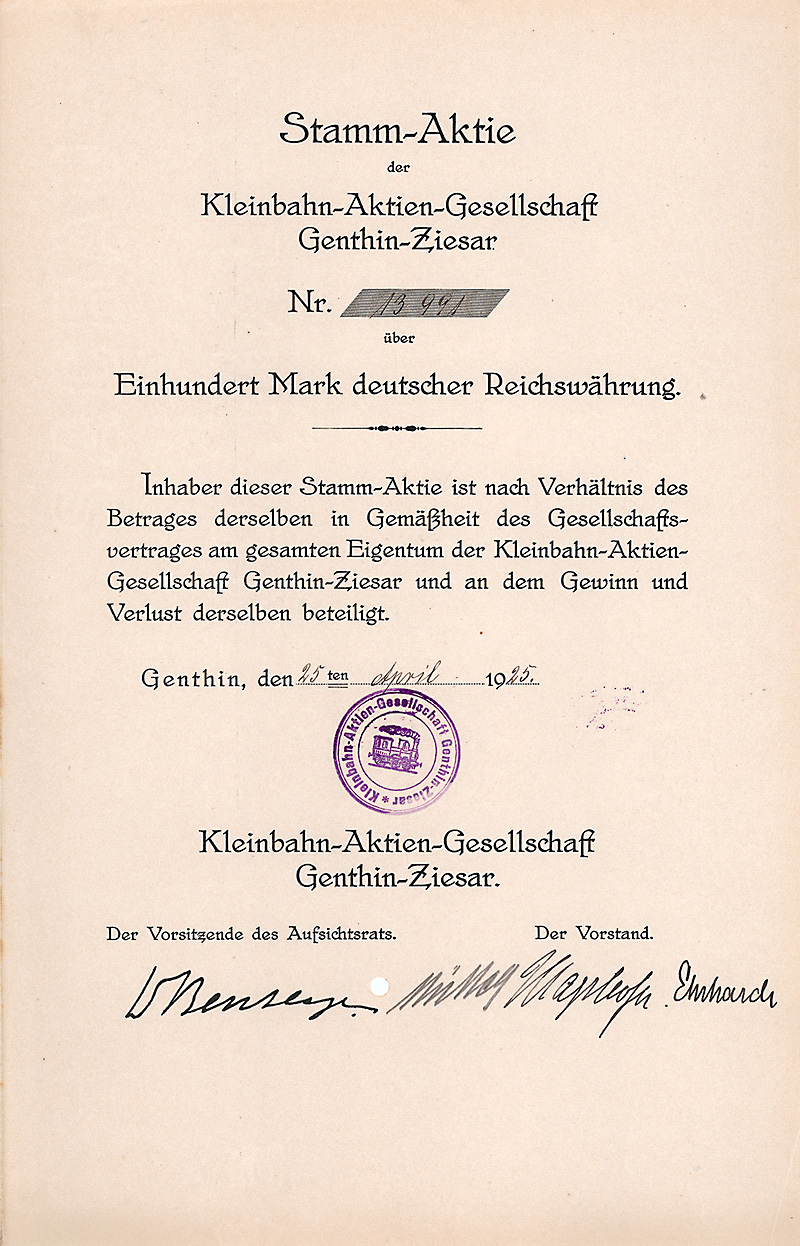
Aandeel van 100 RM van de Kleinbahn-AG Genthin-Ziesar van 25 april 1925

Na de samenvoeging tot de Kleinbahn AG Genthin-Ziesar opende deze nog een 21 kilometer lang traject vanuit Jerichow in zuidelijke richting naar de hoofdlijn bij Güsen, waar een met de lijn naar Ziesar gedeeld station werd gebouwd. Daardoor ontstond ook een aaneengesloten spoornet. Tussen Jerichow en Güsen was er tussen 1935 en het begin van de Tweede Wereldoorlog in 1939 geen reizigersbediening. Na de oorlog kon het gemeenschappelijk verkeer tussen Güsen en Neuderben pas in 1952 heropgestart worden.
Al in 1932 vulde het spoorwegbedrijf het treinaanbod aan met een net aan buslijnen dat in 1939 een lengte van ongeveer 90 kilometer bereikte. De vijf autobussen reden parallel aan de spoorlijnen van Genthin naar Sandau en van Jerichow naar Güsen, maar ze verbonden Sandau ook met Havelberg en Jerichow met Tangermünde.
Beide ondernemingen die zich in 1923 samengevoegd hadden tot Kleinbahn AG Genthin - Ziesar, werden in het begin uitgebaat door Lenz & Co. GmbH, een bedrijf dat zich toelegde op de bouw van spoorinfrastuctuur. Op 1 april 1908 werd de activiteit overgenomen door de Kleinbahnabteilung des Provinzialverbandes Sachsen (lokaalspoorafdeling van de provinciale vereniging van Saksen) in Merseburg. De uitbating duurde tot 2 maart 1946 toen het net onder beheer werd geplaatst van de provincie Saksen. Het voertuigbestand van het bedrijf omvatte toen 13 stoomlocomotieven, drie motorrijtuigen en meer dan 100 spoorwegrijtuigen en goederenwagons.

## De voormalige Genthiner nevenlijnen bij de Deutsche Reichsbahn en de Deutsche Bahn
Op 1 januari 1947 gingen de Genthiner nevenlijnen over naar de Sächsichen Provinzbahnen GmbH en in 1949 via de Vereinigung Volkseigener Betriebe (VVB, vereniging van Volkseigener Betrieb) naar de Deutsche Reichsbahn (DR). De DR verzorgde er nog gedurende enkele decennia het reizigers- en goederenvervoer. Enkel de zes kilometer lange zijlijn tussen Rogäsen en Karow werd al op 3 oktober 1951 stilgelegd.
Pas op 23 september 1967 kwam het tot de opheffing van het reizigersverkeer tussen Genthin en Milow. Het traject verdween op een vier kilometer lang verbindingsspoor na; vanaf 25 september 1971 werd op dit resttraject ook het goederenverkeer gestaakt. Het einde van de verbinding tussen Ziesar en Groß Wusterwitz (thans: Wusterwitz) volgde op 23 mei 1971.
Het traject tussen Ziesar en Görzke verloor zijn reizigerstrafiek op 29 september 1973 maar het goederenverkeer bleef er nog bestaan tot het einde van 1993.
Op het grootste deel van het nog resterende, circa 100 kilometer tellende net, verzorgden motorrijtuigen nog reizigersvervoer tot 29 mei 1999. Het goederenvervoer was grotendeels al stilgelegd in de jaren 1993 en 1994. Enkel tussen Schönhausen en Sandau was het reizigersvervoer al op 1 augustus 1993 verdwenen.

## Verbinding over de Elbe
In 1944 werd om militaire redenen een spoorverbinding in gebruik genomen die het Genthiner net bij Fischbeck via een in 1933 gebouwde en daarvoor voorziene spoorwegbrug over de Elbe in Tangermünde verbond met de spoorlijn Stendal - Tangermünde. Deze verbinding is echter nooit van groot belang geweest. Er zouden slechts enkele Lazarettreinen gereden hebben kort voor de brug op 12 april 1945 vernield werd. De dienstregelingstabel 207v (Jerichow - Tangermünde) in het spoorboekje van 4 november 1946 vermeldt een dagelijkse rit per motorwagen van Jerichow naar Schönhausen, die op de terugweg een heen- en terugrit voorzag tussen Fischbeck en Tangermünde vooraleer naar Jerichow terug te keren. Hierbij moest er een halte bediend worden op de oosteroever van de Elbe, tegenover Tangermünde. Bij de heropbouw van de wegbrug in 1950 werd in de aanloopzone naar de brug ook ruimte voorzien voor sporen. De brugpijlers in de Elbe waren eveneens voorzien voor een weg- en spoorwegbrug. Door het ontbreken van het brugonderdeel voor sporen, was een spoorwegbediening over de Elbe van en naar Tangermünde niet langer mogelijk.